# Le Cuing
Le Cuing település Franciaországban, Haute-Garonne megyében. Lakosainak száma 479 fő (2022. január 1.). Le Cuing Bordes-de-Rivière, Clarac, Larroque, Lodes, Loudet, Ponlat-Taillebourg, Saint-Ignan, Saint-Plancard és Saux-et-Pomarède községekkel határos.

## Népesség
A település népességének változása:
| Lakosok száma | 336  | 380  | 374  | 384  | 447  | 457  | 465  | 472  | 476  | 479  |
|               | 1968 | 1982 | 1990 | 2006 | 2013 | 2015 | 2017 | 2019 | 2020 | 2022 |